# Стариково (городской округ Шаховская)
Стариково — деревня в городском округе Шаховская Московской области.

## Население
| 1926 | 2002 | 2006 | 2010 |
| ---- | ---- | ---- | ---- |
| 193  | ↘6   | ↘2   | ↗5   |

## География
Деревня расположена в центральной части округа, примерно в 3 км к востоку от райцентра Шаховская, у истока реки Хмелёвки, в полукилометре южнее автотрассы М9 (Новорижского шоссе), высота центра над уровнем моря 260 м. Ближайшие населённые пункты — Рождествено на севере и Сизенево на юге. К югу невдалеке от деревни находится железнодорожная платформа Подмосковные дачи.
В деревне две улицы: Полевая и Садовая.
На трассе М9 находится автобусная остановка, с которой можно попасть в Шаховскую и Волоколамск.

## История
В 1769 году Стариково — пустошь Колпского стана Волоколамского уезда Московской губернии, владение отставного секунд-майора Александра Алексеевича Шаховского. К владению относилось 13 десятин 609 саженей пашни, 120 десятин 2199 саженей леса и сенного покоса и 1 десятина 750 саженей болот и дорог.
По данным на 1890 год деревня Стариково входила в состав Бухоловской волости Волоколамского уезда Московской губернии, число душ мужского пола составляло 22 человека.
В 1913 году — 23 двора.
По материалам Всесоюзной переписи населения 1926 года — деревня Рождественского сельсовета Судисловской волости, проживало 193 человека (82 мужчины, 111 женщин), насчитывалось 35 хозяйств (31 крестьянское).
С 1929 года — населённый пункт в составе Шаховского района Московской области.
1994—2006 гг. — деревня Белоколпского сельского округа Шаховского района.
2006—2015 гг. — деревня сельского поселения Степаньковское Шаховского района.
2015 г. — н. в. — деревня городского округа Шаховская Московской области.